# Luigi Faccio
Luigi Faccio (Vicenza, 8 febbraio 1877 – Vicenza, 21 dicembre 1951) è stato un partigiano e politico italiano, sindaco di Vicenza dal 1920 al 1922 e dal 1945 al 1948.
Fu anche deputato dell'Assemblea Costituente.

## Biografia
Nato a Vicenza nel 1877, di umili origini, iniziò giovanissimo a lavorare, prima come falegname e poi come tipografo. Verso i vent'anni aderì al Partito Socialista Italiano e si impegnò in un'intensa opera di propaganda tra i lavoratori urbani e i contadini della provincia. All'inizio del '900 fu uno dei pionieri del socialismo vicentino assieme a Domenico Piccoli, il maggiore esponente del PSI berico durante il periodo giolittiano. Nel 1909 sia Faccio che Piccoli condivisero il sostegno alla giunta "Bloccarda" di Riccardo Dalle Molle.
Alle soglie della prima guerra mondiale, Faccio fu fautore di una linea antimilitarista e pacifista, che perseguì anche sul fronte bellico, tanto da attirare l'attenzione delle autorità militari.
Tornato a Vicenza alla fine del conflitto, si contraddistinse come uno dei principali esponenti riformisti del Partito Socialista cittadino. Nel 1920, a seguito della larga affermazione della lista socialista alle elezioni municipali, fu eletto sindaco di una giunta "monocolore" socialista. Come in molte parti d'Italia, anche a Vicenza lo squadrismo fascista attuò la propria strategia violenta per la conquista del potere. Luigi Faccio venne costretto a dimettersi, contestualmente agli esponenti della sua giunta, a causa del "golpe nero" realizzato dall'Avv. Franceschini, futuro sindaco e podestà fascista, "col preciso obiettivo di consegnare l'amministrazione all'autorità statale".
Seguace di Giacomo Matteotti, aderì in seguito al Partito Socialista Unitario (PSU), candidandosi alla Camera dei Deputati per le elezioni del 1924 nel collegio Trento - Vicenza - Verona. Dopo la proclamazione della dittatura, si ritirò in un ostile e dignitoso silenzio, ma venne comunque tenuto sotto costante osservazione dalle autorità come possibile "sovversivo". Tornò alla ribalta dopo l'8 settembre 1943, quando fu tra i promotori del Comitato di Liberazione Nazionale di Vicenza. Venne arrestato nel dicembre 1944 e rinchiuso a Villa Giusti presso Padova, dove fu vittima di sevizie perpetrate dagli uomini del maggiore Mario Carità. Venne liberato soltanto con l'approssimarsi del 25 aprile 1945, dopo la liberazione di Padova.
Il CLN lo reinsediò come sindaco di Vicenza e dopo le elezioni amministrative del 1946 venne rieletto dal consiglio comunale, che lo preferì al candidato della Dc Guglielmo Cappelletti per un solo voto, la giunta rimase in carica fino al 1948. Luigi Faccio, nelle elezioni del giugno 1946, fu eletto come membro dell'Assemblea Costituente (Italia), grazie ai 13.166 voti nella Circoscrizione Verona-Padova-Vicenza-Rovigo. Uscì dal Partito Socialista Italiano, nel 1949, a seguito della vittoria della linea morandiana nel XXVII congresso del Psi, e si riconobbe nell'area che faceva riferimento a Giuseppe Romita, che aderì al Partito Socialista Unitario. Venne eletto consigliere provinciale nelle prime elezioni provinciali del 1951 con la lista unitaria Psli-Psu, primo passo per la formazione del Psdi che avverrà l'anno seguente. Morì in modo improvviso il 21 dicembre 1951, suscitando un sincero cordoglio popolare.
Per ricordarlo, a Vicenza gli è stata intitolata una via e, in seguito, la sala della giunta comunale di Palazzo Trissino.